# 胡珀 (亞利桑那州)
胡珀（英語：Hooper）是位於美國亞利桑那州亞瓦派縣的一個非建制地區。該地的面積和人口皆未知。

## 地理
胡珀的座標為34°15′58″N 112°22′59″W / 34.26611°N 112.38306°W，而該地的平均海拔高度為1625米（即5331英尺）。